# Guttation

Guttation er den dråbedannelse på bladspidser eller langs bladrande, som skyldes safttrykket i plantens vedkar.
Om natten foregår der så godt som ingen transpiration. Det skyldes dels at den relative luftfugtighed er meget høj, og dels at planterne i reglen har spalteåbningerne lukket om natten. Når der er høj vandmætning i jorden, trænger der vand ind i planternes rødder, drevet af osmotiske kræfter (mængden af opløst stof er højere inde i roden end udenfor den). Vandet ophobes i planten og fremkalder et let overtryk i roden. Dette overtryk presser vandet ud gennem særlige organer i bladspidsen eller langs bladranden, og derved dannes der dråber. Det er altså rodtryk og ikke undertryk, forårsaget af fordampningstab, som skaber energien bag denne proces.
Guttationsdråberne kan indeholde en række forskellige, organiske stoffer, først og fremmest sukkerstoffer, og opløste, mineralske næringsstoffer samt kaliumioner. Når dråberne tørrer ind, kan disse opløste stoffer danne en hvid skorpe på bladets overflade.
Hvis man finder høje koncentrationer af kvælstof i guttationsvæsken, er det et tegn på overgødskning. Den overskydende mængde kvælstof må derfor udvaskes af jorden ved vanding med store vandmængder for at undgå svidningsskader på planterne. Det kan senere føre til vandforurening, men det er den enkleste måde at genskabe balancerede forhold i jorden.
Guttation må ikke forveksles med dugdannelse, som skyldes fortætning af atmosfærens vanddamp på planternes overflader. Modsat guttation findes dugdråber overalt på planten.